# Крайовий Провід ОУН
Крайовий Провід ОУН — структурний підрозділ Організації українських націоналістів (ОУН), керівний орган ОУН краю. Підпорядковувався Центральному Проводу ОУН, безпосереднє керівництво здійснював Крайовий Провідник. До складу крайового проводу входили обласні провідники.
Виконання рішень Крайового проводу здійснювала Крайова Екзекутива ОУН.
Загальновизнана та найбільш тривала структура ОУН в Україні склалась на період 1943-1944 рр. Ця структура включала поділ на краї:
- Західноукраїнські землі (ЗУЗ),
- Північно-західні українські землі (ПЗУЗ),
- Північно-східні українські землі,
- Південно-східні українські землі.

## Крайові Проводи ОУН

### Крайовий Провід ОУН на західних землях  (ЗУЗ)
Провідники: Богдан Кравців (лютий – листопад 1929), Зенон Пеленський (листопад 1929 — червень 1930), Юліан Головінський (червень 1930 — вересень 1930), Степан Охримович (жовтень 1930 — квітень 1931), Іван Габрусевич (червень 1931 — березень 1932), Богдан Кордюк (травень 1932 — січень 1933), Степан Бандера (1933 — 1934), Осип Мащак (липень 1934 — серпень 1934), Олекса Гасин (друга половина 1934 — початок 1935), Лев Ребет (лютий 1935 — 7 лютого 1939), Василь Охримович (09.1943 — ?), Роман Кравчук (грудень 1943–1951).

### Крайовий Провід ОУН на північно-західних землях (ПЗУЗ)
Координував діяльність окружних проводів на північно-західних землях (Волинська, Рівненська, Житомирська області, а також заселені українцями райони Білорусі — Берестейщина, Кобринщина, Пінщина). 
Провідники: Володимир Робітницький (кінець 1940 — літо 1941), Микола Мостович, Дмитро Клячківський (01.1942—02.1945), Микола Козак (1946 — 1948), Василь Галаса (липень 1948 — 1950?).

### Крайовий Провід ОУН на північно-східних землях
Провідники: Ярослав Хомів (серпень 1942), Пантелеймон Сак (25.07.1942-05.1943), Федір Воробець (лютий 1945 — 1946).

### Крайовий Провід ОУН на південно-східних землях
Провідники: Зиновій Матла (1941 — 1942), Василь Кук (літо 1942 — ?).

### Крайовий Провід ОУН на осередньо-східних землях (ОСУЗ)
Провідники: Дмитро Мирон-Орлик (жовтень 1941 — 25 липня 1942).

### Крайовий Провід ОУН на східних землях
Провідники: Микола Лемик (осінь 1941).

### Крайовий Провід ОУН «Закарпаття»
Провідник: Андрій Цуга (січень 1940 — ?); заступник провідника — Дмитро Бандусяк, а членами Проводу — Василь Потушняк, Михайло Орос, Михайло Киштулинець, Михайло Габовда та Іван Романець. Крайовий Провід ОУН розгорнув активну підпільну діяльність, зокрема організував випуск підпільної газети «Чин», а в 1940 році створено структуру «Юнацтво ОУН». У липні 1942 року угорська влада провела три судові процеси проти діячів ОУН, внаслідок яких 163 особи були засуджені до різних термінів тюремного ув'язнення.

### Львівський Крайовий Провід
Провідники: Зиновій Тершаковець (літо 1946 р. – 4 листопада 1948).

### Закерзонський Крайовий провід
Закерзонський край ОУН створений наприкінці березня 1945 року.
Провідники: Ярослав Старух (1945 — 20 вересня 1947).

### Карпатський Крайовий Провід
Карпатський край ОУН був утворений у листопаді 1944 року. У 1945–1952 роках Крайовий Провід об'єднував території Станіславської, Закарпатської, Чернівецької та Дрогобицької областей. та поділявся на: Буковинський, Дрогобицький, Калуський, Коломийський, Станиславівський та Закарпатський окружні проводи ОУН.
Провідники: 
- Ярослав Мельник («Роберт») (13.12.1944 — 1.11.1946)
- Микола Твердохліб («Грім») (весна — літо 1947)
- Василь Сидор («Шелест») (літо 1947 — 14.04.1949)
- Степан Слободян («Єфрем») (червень 1949 — 18.11.1950)
- Ярослав Косарчин («Байрак») (літо 1951 — 13.12.1951)
- Микола Твердохліб («Грім») (1952 — 17.05.1954)

Крайові Провідники СБ ОУН: 
- Володимир Лівий («Митар», «Йордан») (13.12.1944 — 5.12.1948)
- Богдан Яцків (5.12.1948 — 6.03.1949)
- Микола Твердохліб («Грім») (червень 1949 — 17.05.1954)

### Подільський Крайовий Провід ОУН
Подільський край ОУН був утворений наприкінці 1944 року. Крайовий провід Подільського краю координував діяльність окружних проводів Тернопільського, Чортківського та Кам'янець-Подільського. Провідники: Іван Шанайда (11.1944–03.1946), в.о. Василь Кук (весна–літо 1946), Осип Безпалько (1946 – 08.1947), т. в. о. Василь Кук (літо 1947), Іван Прокопишин (1947), Василь Бей (08.1947 – весна 1948), Богдан Кузьма (1948–1950), Іван Прокопишин (весна 1950-1951).

### Південний крайовий Провід ОУН
Був розгорнутий у Дніпропетровську (Дніпро) в часи окупації міста німецькими військами та його визволення. Координував діяльність осередків у Дніпропетровській, Сталінській (Донецьк), Ворошиловградській (Луганськ), Запорізькій, Миколаївській, Кіровоградській (Кропивницький), Одеській, Вінницькій, Кам'янець-Подільській областях, у Криму, на Дону та Кубані. Провідники:Зиновій Матла (серпень 1941 - червень 1942)   Василь Кук(червень 1942 - 1943).

### Крайовий Провід ОУН «Одеса»
Створений 5 грудня 1945 опозиційно налаштованою до центрального Проводу групою. Провідники: Степан Янішевський (кін. 1945 — серпень 1948).